# Иглолистни (отдел)
Иглолистните (Pinophyta) са отдел биота от царство Растения (Plantae). Използват се за производство на Смола.
Таксонът е описан за пръв път от Джеймс Лауриц Ривийл през 1996 година.

## Подотдели
- Cycadophytina
- Ginkgoophytina
- Gnetophytina
- Pinophytina